# Giovanni Tebaldini
Giovanni Tebaldini (né le 7 septembre 1864 à Brescia – mort le 11 mai 1952 à San Benedetto del Tronto) est un compositeur, musicologue, pédagogue, organiste et chef d'orchestre italien.

## Biographie
Il a étudié au Conservatoire de Milan (1883-1886) dirigé par Antonio Bazzini, où il a été élève d'Angelo Panzini (it) (pour l'harmonie et le contrepoint) et d'Amilcare Ponchielli (pour la composition). De Guerrino Amelli, il a reçu l'enseignement du chant grégorien et de la polyphonie vocale. Il a été organiste à la cathédrale de Piazza Armerina (1887). Il s'est perfectionné à la Kirchenmusikschule (de) de Ratisbonne (1889) avec Michael Haller et Franz Xaver Haberl. Il a dirigé la Cappella Marciana à Venise (1889-1894) s'attirant l'estime du Cardinal Giuseppe Sarto, la Cappella musicale della Basilica del Santo (it) de Padoue (1894-1897), le Conservatoire de Parme (1897-1902, période où il a été en contact avec Giuseppe Verdi), le Chœur de la Basilique de la Sainte Maison de Lorette. Il a enseigné au Conservatoire San Pietro a Majella de Naples (1925-1930) puis il a dirigé le Liceo musicale « C. Monteverdi » de Gênes (1930-1932).

## Œuvres
Il a composé de la musique profane (46 titres), de la musique sacrée (142 titres). Il a transcrit et fait des réductions d'environ 130 partitions de maîtres anciens: 
- Rappresentazione di Anima e di Corpo de Emilio de' Cavalieri,
- Euridice de Jacopo Peri et Giulio Caccini,
- Jephté de Giacomo Carissimi, etc.

### Orgue
- Trois Pièces d’Orgue, 1896
- Une méthode d'étude de l'orgue moderne avec Marco Enrico Bossi (1893),

### Publications
Il est l'auteur de publications importantes: 
- Les archives musicales de la "Cappella Antoniana" à Padoue(L'archivio musicale della Cappella Antoniana in Padova) (1895),
- Les archives musicales de la Cappella Lauretana (L'archivio musicale della Cappella Lauretana) (1921 ),
- « Ildebrando Pizzetti selon les « souvenirs » de Giovanni Tebaldini » (1931),
- « Traité de composition de Peter Piel (en) » (traduit de l'allemand).

Il était critique musical de plusieurs périodiques : la « Gazzetta Musicale di Milano », la « Musica sacra », « La Scuola Veneta di Musica Sacra », la « Rivista Musicale Italiana » et d'autres publications. Il a écrit également dans les journaux « La Sentinella Bresciana », « La Lega Lombarda », le « Corriere d'Italia », « Il Giornale d'Italia », etc.
Il a écrit plusieurs essais et a tenu 175 conférences.

## Honneurs
Il a reçu plusieurs distinctions, y compris les nominations de Caballero de l'Ordre d'Isabelle la Catholique  en Espagne (1897), chevalier (1900) puis commandeur (1916) de l'Ordre de la Couronne d'Italie; commandeur de l'Ordre de Saint-Sylvestre par le pape Pie X (1906), l'« Encomio Solenne » de l'Académie d'Italie (1940) et la nomination à l'Académie de Santa Cecilia (1951).
 Commandeur de l'ordre de la Couronne d'Italie

 Chevalier de l'ordre d'Isabelle la Catholique

 Commandeur de l'ordre de Saint-Sylvestre